# Den Helder Kings
El Den Helder Kings es un equipo de baloncesto neerlandés que compite en la FEB Eredivisie, la primera división del país. Tiene su sede en la ciudad de Den Helder. Disputa sus partidos en el SportCenter Den Helder.

## Nombres
- Commodore BV (1988-1992)
- Mustang Jeans (1992-1995)
- Rene Colthof (1995-1997)
- Hans Verkerk Keukens (1997-2000)
- Conesco (2000-2001)
- BC Noordkop (2001-2003)
- Cape Holland (2003-2005)
- Den Helder Seals (2007-2010)
- BV Noordkop Den Helder (2010-2012)
- Den Helder Kings (2012-2014)

## Palmarés
- Liga Holandesa
  - Campeón (3): 1989, 1990, 1992
  - Finalista (1): 1993